# Haefeli Moser Steiger

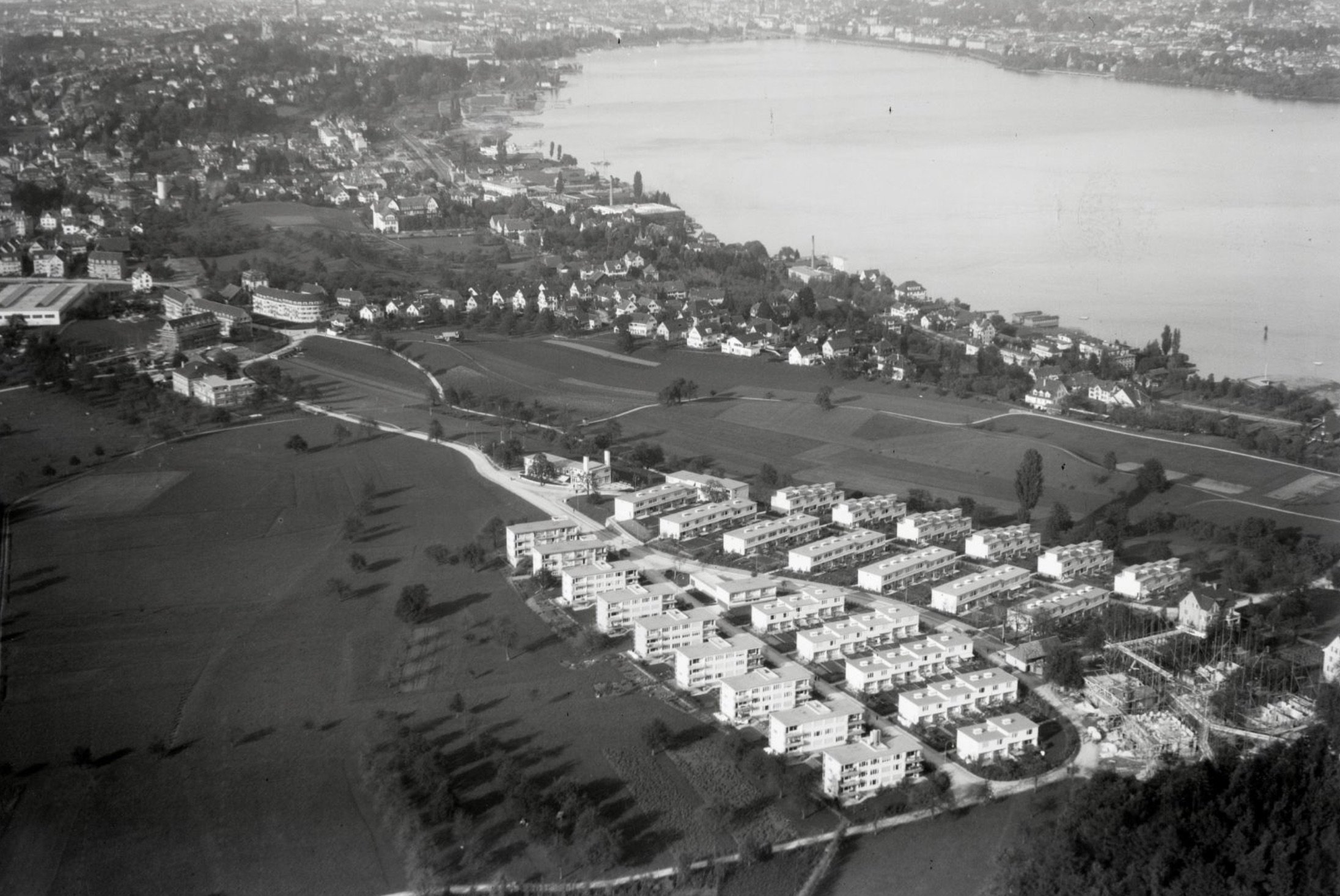
Die Siedlung Neubühl nach der Fertigstellung 1932

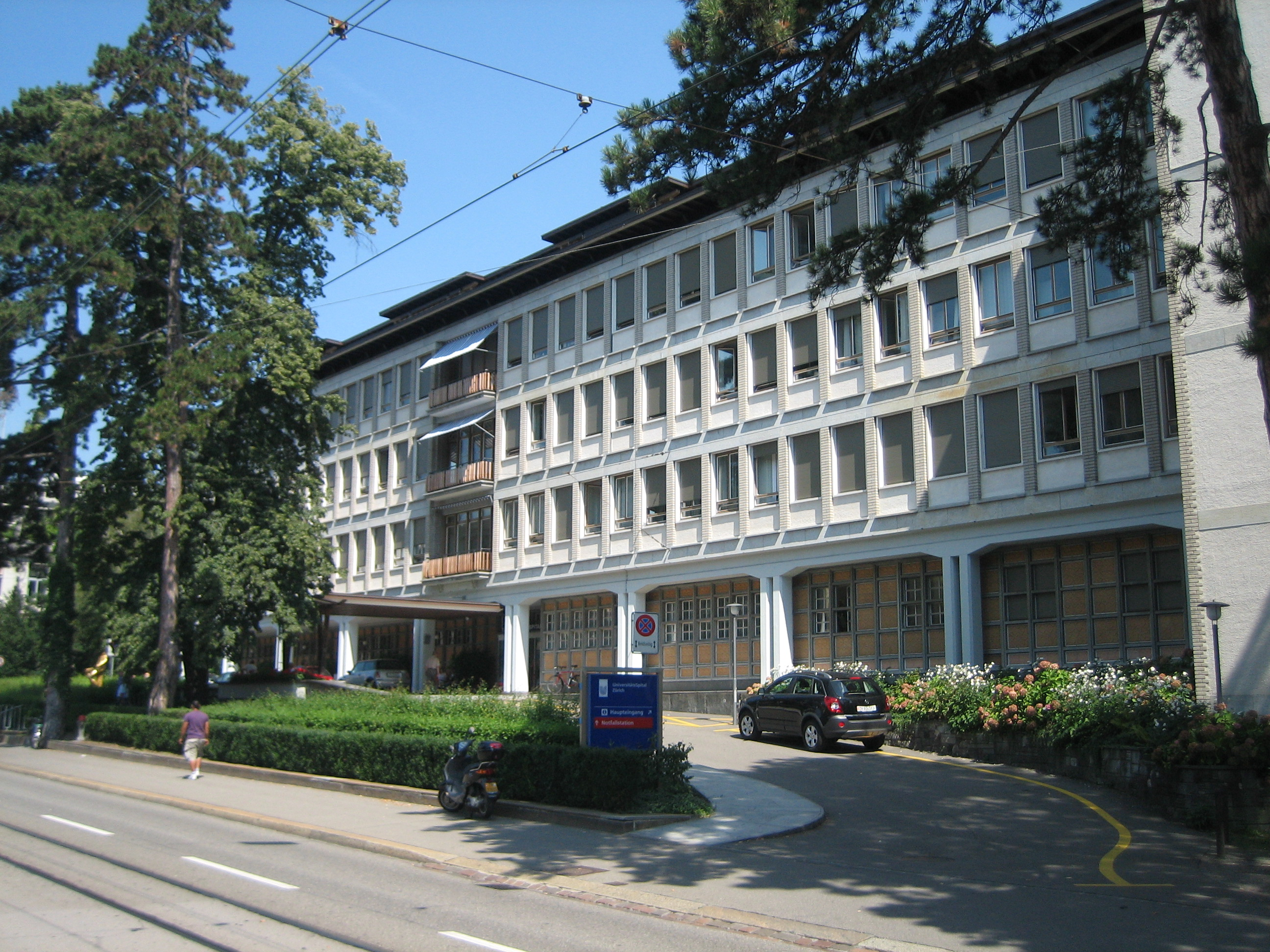
Universitätsspital Zürich

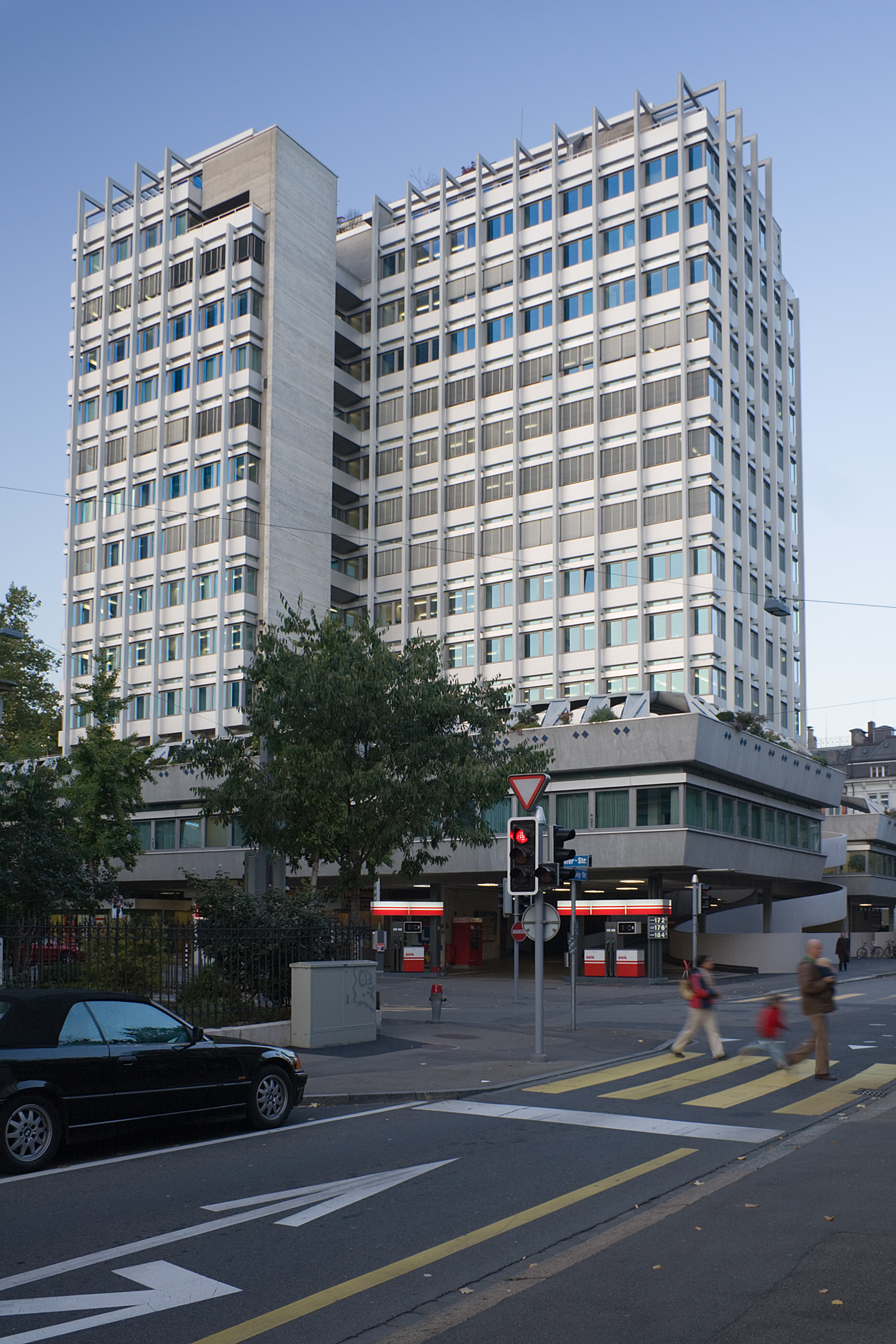
Hochhaus zur Palme, Bleicherweg 33

Haefeli Moser Steiger (HMS) war ein von den Architekten Max Ernst Haefeli, Werner Max Moser und Rudolf Steiger gegründetes Schweizer Architekturbüro. Das Büro existierte von 1937 bis 1975 und war eines der bedeutendsten Schweizer Architekturbüros des 20. Jahrhunderts.
Im Jahr 2007 widmete das Museum für Gestaltung dem Büro eine Ausstellung unter dem Titel Stuhl Haus Stadt – Haefeli Moser Steiger.

## Bauwerke
- Bally-Capitol, Zürich, 1966–1968
- Verwaltungsgebäude der Eternit AG, Niederurnen, 1953–1955
- Hochhaus zur Palme, Zürich, 1955–1964
- Wohnsiedlung Farbhof, Zürich, 1955–1957
- Universitätsspital Zürich, 1941–1953
- Kongresshaus Zürich, 1936–1939
- Werkbundsiedlung Neubühl, Zürich, 1930–1932